# 恰姆津卡區

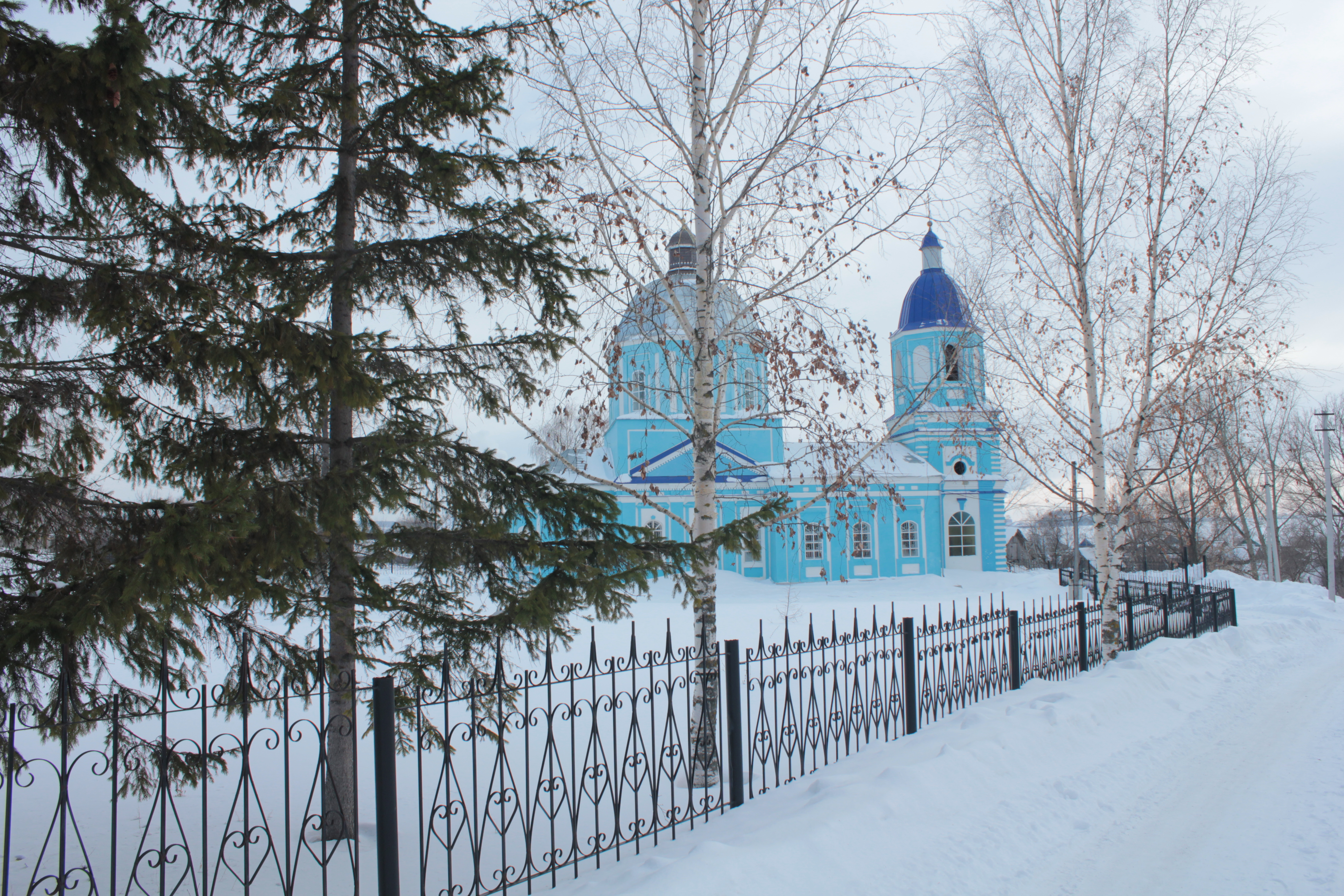

54°24′N 45°47′E / 54.400°N 45.783°E
恰姆津卡區（俄语：Чамзинский район），是俄羅斯的一個區，位於該國西部，由莫爾多維亞共和國負責管轄，面積1,009.5平方公里，2010年人口31,639，人口密度每平方公里31.34人。